# Zurib
Zurib (russisch Цуриб, awarisch ЦӀуриб) ist ein Dorf (selo) in der Republik Dagestan in Russland mit 2234 Einwohnern (Stand 14. Oktober 2010).

## Geographie
Der Ort liegt etwa 100 km Luftlinie südwestlich der Republikhauptstadt Machatschkala im östlichen Teil des Großen Kaukasus. Er befindet sich am linken Ufer des Flusses Karakoisu.
Zurib ist Verwaltungszentrum des Rajons Tscharodinski sowie Sitz der Landgemeinde (selskoje posselenije) Zuribski selsowet, zu der außerdem die Dörfer Gidib (2,5 km westlich), Moschtschob (2,5 km westsüdwestlich) und Sodab (3 km südwestlich) gehören. Der Ort ist fast ausschließlich von Awaren bewohnt.

## Geschichte
Das alte Dorf kam nach dem Anschluss des Gebietes an das Russische Reich und der Bildung der Oblast Dagestan 1861 zu deren Okrug Gunib. Im Rahmen der administrativen Umgestaltung der 1921 gegründeten Dagestanischen ASSR kam es 1929 zum neugebildeten Tscharodinski rajon, benannt nach dem anfänglichen Verwaltungssitz im 5 km nordwestlich gelegene Dorf Tscharoda. 1935 wurde der Sitz erstmals nach Zurib verlegt, befand sich aber von 1940 bis 1945 nochmals in Tscharoda.

### Bevölkerungsentwicklung
| Jahr | Einwohner |
| ---- | --------- |
| 1939 | 275       |
| 1959 | 891       |
| 1970 | 1310      |
| 1979 | 1609      |
| 1989 | 1911      |
| 2002 | 1789      |
| 2010 | 2234      |

Anmerkung: Volkszählungsdaten

## Verkehr
Zurib ist Endpunkt der Regionalstraße 82K-025, die im 20 km nordöstlich gelegenen Gunib beginnt, wohin die 82K-005 von Machatschkala über Buinaksk und Lewaschi führt. Im per Luftlinie 70 km entfernten Buinaksk befindet sich die nächstgelegene Bahnstation.

## Söhne und Töchter des Ortes
- Abdulraschid Sadulajew (* 1996), Ringer